# (72598) 2001 FM11
(72598) 2001 FM11 – planetoida z pasa głównego asteroid okrążająca Słońce w ciągu 4,4 lat w średniej odległości 2,68 j.a. Odkryta 19 marca 2001 roku.